# Ивановское (Белозерский район)
Ивановское — село в Белозерском районе Вологодской области.
Входит в состав Визьменского сельского поселения, с точки зрения административно-территориального деления — в Георгиевский сельсовет.
Расстояние до районного центра Белозерска по автодороге составляет 92,5 км, до центра муниципального образования деревни Климшин Бор по прямой — 24 км. Ближайшие населённые пункты — Георгиевское, Панево, Плоское.
По переписи 2002 года население — 7 человек.
Церковь Успения Богородицы в селе Ивановское — памятник архитектуры.